# Vojko Obersnel
Vojko Obersnel (Rijeka, 25. ožujka 1957.), hrvatski je političar i bivši gradonačelnik Rijeke.

## Životopis
Diplomirao je biologiju 1980. godine na Prirodoslovno-matematičkom fakultetu Sveučilišta u Zagrebu. Završio je poslijediplomski studij medicinske genetike na Medicinskom fakultetu Sveučilišta u Zagrebu te poslijediplomski studij prirodnih znanosti na Prirodoslovno-matematičkom fakultetu Sveučilišta u Zagrebu, čime je stekao titulu magistra prirodnih znanosti. Od 1982. do 1997. radio je na Medicinskom fakultetu u Rijeci, gdje je od 1982. bio asistentom. Predavao je biologiju i medicinsku genetiku te obavljao dijagnostiku u citogenetičkom laboratoriju.
Bio je predsjednikom osnovne organizacije Saveza socijalističke omladine Hrvatske tijekom srednjoškolskoga i visokoškolskoga obrazovanja, te delegatom Sveučilišne konferencije Saveza komunista Hrvatske Zagreba, također i sekretarom osnovne organizacije Saveza komunista na fakultetu; bio je članom Općinskoga komiteta SKH – Medveščak, predsjednikom Saveza izviđača Općine Rijeka, članom predsjedništva Saveza izviđača Hrvatske i Saveza izviđača Jugoslavije, također i članom Konferencije Saveza socijalističke omladine Jugoslavije. Bio je članom Skupštine Mjesne zajednice Donje Vežice u Rijeci, te potpredsjednikom Izvršnoga odbora osnovne organizacije sindikata. Bio je i sekretarom Osnovne organizacije Saveza komunista Hrvatske Medicinskoga fakulteta u Rijeci. Godine 1988. bio je kandidatom za člana CK SKJ iz SKH, na listi evidentiranih kandidata utvrđenoj na 22. sjednici CK SKH održanoj 19. prosinca 1988. godine.
Obersnel je od 1997. do 2000. godine bio član Poglavarstva grada Rijeke i pročelnik Odjela gradske uprave za zdravstvo i socijalnu skrb te koordinator projekta "Rijeka zdravi grad" (Rijeka je 1998. ušla u Europsku mrežu zdravih gradova koju čini četrdesetak gradova). 
Gradonačelnik je grada Rijeke od 2. ožujka 2000. godine. Na tu je funkciju do sada biran pet puta: 2000., 2001., 2005. 2009. kada je na prvim neposrednim izborima pobijedio u prvom krugu s 58,27 % osvojenih glasova te 2013. kada je ponovio taj uspjeh. 2017.godine osvojio je i 5 mandat pobijedivši Hrvoja Burića s 56% osvojenih glasova
Član je Saveza komunista Jugoslavije od 1973., a od 1990. godine članom je Socijaldemokratske partije Hrvatske.

## Kontroverze
Unatoč padu cijene energenata, centralno grijanje u Rijeci 2011. godine poskupjelo za 65 posto, a 2014. za još 35 posto dok je gradski opskrbljivač energetima "Energa" ostvarila kumulativni gubitak od 85 milijuna kuna. Za njegova mandata udvostručena je cijena komunalnih usluga.
Obersnel je početkom rujna 2016. fizički napao antikorupcijsku aktivisticu Miru Veljačić tako što joj je na silu i vrlo grubo istrgnuo kišobran iz ruke uz verbalne prijetnje.
Sredinom travnja 2018. gradski vijećnici članovi Kluba vijećnika Mosta nezavisnih lista, Liste za Rijeku i nezavisnoga vijećnika Josipa Kukuljana ustvrdili "Obersnel nema legitimitet da bude gradonačelnik jer ga je izabralo samo 16 posto ukupnoga broja birača u Rijeci" te da bi trebao podnijeti ostavku zbog "lošeg upravljanja".

Zabranio je prikupljanje potpisa za referendume o otkazivanju Istanbulske konvencije i promjeni izbornog zakona čime je prekršio čl. 8 Zakona o referendumu. U svom javnom pismu građanima Rijeke okomio se na GI "Narod odlučuje" riječima:
»vaj vaš zahtjev samo je korak do zahtjeva za formiranjem čiste nacije ili čiste rase, za protjerivanjem ili istrebljivanjem drugih i drugačijih. (...) Nadam se da će najveći dio stanovnika Rijeke s prijezirom zaobilaziti vaše štandove, a ako ikada uspijete u naumu raspisa ovakvog sramotnog referenduma, uvjeren sam da ćete na pitanje o manjinama – iz Rijeke dobiti gromoglasno NE!«

U gostovanju u HRT-ovoj emisiji "Otvoreno" u kojoj se raspravljalo o dvama referndumima, Obersnel je u jednom trenutku hrvatske ustavne stručnjake dr.sc. Roberta Podolnjaka i dr.sc. Matu Palića proglasio “bolesnim umovima”:
»Samo bolestan um može doći na ideju da nekome tko je izabran u Hrvatski sabor kao predstavnik nacionalnih manjina ograniči pravo da odlučuje o bilo kojoj točci dnevnog reda koja se nalazi na Saboru.«
U više navrata javno je pozivao Riječane na bojkot prikupljanja potpisa uz riječi "Tolerancija prema ovoj i sličnim inicijativama mora završiti sad" te govoreći da GI Narod odlučuje "bezočno laže". Nekoliko dana kasnije izjavio je kako "ne razumije zahtjeve GI Narod odlučuje". Javno je napadao i ustavnog pravnika dr.sc. hrvoja Pendeu etiketirajući ga kao "pripadnika kukavičke horde, licemjera i lašca vrijednog prijezira" te "manipulatora i neznalicu koja sama sebi tepa". Nakon što je predsjednica Kolinda Grabar-Kitarović podržala referendumske inicijative napao ju je rekavši kako je ona "zadnja koja bi mogla izjaviti da podržava referendumsko pitanje".

## Vanjske poveznice
- Službena stranica